# 大斎 (正教会)
大斎（おおものいみ、英: Great Lent）は正教会の用語で、赦罪の主日晩課後、聖枝祭前晩までの6週間に渡る期間、また特にその期間に行う禁食（斎〈ものいみ〉）のこと。広義には受難週を含む。受難週は大斎とは独立の期間であるが、斎の仕方が共通であり、いくつか大斎と祈祷の仕方でも共通するため、日常の会話においてはしばしば受難週を含めて大斎と呼ぶ。また大斎開始から聖大水曜日（受難週の水曜日）までの期間、週末を除くほぼ40日間を四旬大斎（）と呼ぶことがある。
大斎期間中、信者には、禁食を中心とする節制、祈祷、施しなどの慈善を心がけることが通常に増して求められる。こうした信仰実践の目的は、神との交わりに信者が向かうことを助けると考えられている。
大斎は古くは入信希望者に対する洗礼準備のための期間であった。信者のほとんどが幼児洗礼を受け改宗者が稀になるにつれ、むしろ信者が己を振り返り新たに信仰心を深める意義が強調されるようになったが、聖書の朗詠箇所などには、そうした古い時代の名残が残っている。

## 大斎の意義と大斎中の祈祷
40日間続く大斎の祈祷においては、信者は、己個人の罪を痛悔するのみならず、人間の罪が来たったそもそもの起源とそれにもかかわらず注がれる無限の神の恩寵を思い、またキリストとその受難また十字架の勝利を予告する旧約中の予表に注意を傾注させ、その成就としてのキリストの受難と復活へ向かう。禁食やその他の節制は、このような神との交わりに人間が立ち返ることを準備するためのものである。
大斎においては、シリアの聖エフレムの祝文など、大斎中にのみ行われる祈祷が多種類存在する。また時祷においても、通常と異なる祈祷文がしばしば付加される。
この期間はスボタ（安息日）・主日すなわち土日を除いて通常の聖体礼儀を行うことが許されず、平日の聖体礼儀には主日に聖変化した聖体を用いる。これを先備聖体礼儀と呼ぶ。先備聖体礼儀の祈祷文は問答者グレゴリイ（教皇グレゴリオス1世）のものであるとされている。この期間はキリストの受難を思い己の罪を痛悔する期間であるため、平日においては、「歓び」である聖体礼儀を行わないのである。同様の趣旨で大斎中は婚配機密（結婚式）も行うことが出来ない。神品の祭服は平日は黒、主日およびスボタは紫となる。また聖堂のランプシェードは通常の赤から紫に変える。
なお日本語における斎の語は神道から借用した語である。神道においては斎における禁食は食による穢れを避けるためのものであるが、正教の斎における禁食は穢れを避けるものではない。キリスト教には特定の食物を穢れたとする考え方はないからである。

### 主要な行事
大斎の開始を告げる赦罪の主日晩課は、晩課終了後、信者が互いに「どうか私の罪をお許しください」と赦罪（謝罪）を行うことからその名がある。本来は伏礼によって赦罪を表すが、高齢者の多い教会などでは、司牧的配慮から、立礼で赦罪を行うことがある。晩課は本来日没後の祈りであるが、これも司牧的配慮から、主日の聖体礼儀に続けて日中に行うことがある。
大斎中、主日・スボタ・祭日を除き、各時祷の終わりに、「エフレムの祝文」によって祈る。また信者が私的に行う祈祷でも、朝晩の祈りにこれを加える。
第一週平日の晩堂課においては、クリトの聖アンドレイ（クレタの聖アンドレアス）による祝文が用いられる。「クリトの聖アンドレイの大カノン」と呼ばれるこの祈祷は長大なため、区切って曜日ごとに按分して用いる。ただし教会の規模が小さい場合は行われないこともあるものの、第五週木曜日には、大カノンの全文が読まれるように正教会暦には指定されている。
大斎の期間中の主日および一部の土曜日（スボタ）には特別の名がつけられている。
1. 第一週
  1. フェオドルのスボタ
  2. 正教勝利の主日
2. 第二週
  1. 全死者のパニヒダ
  2. グレゴリイ・パラマの主日
3. 第三週
  1. 全死者のパニヒダ
  2. 十字架叩拝の主日
4. 第四週
  1. 全死者のパニヒダ
  2. 階梯者イオアンの主日
5. 第五週
  1. アカフィストのスボタ
  2. エギペトのマリヤの主日
6. 第六週
  1. ラザリのスボタ
  2. 聖枝祭（主のエルサレム入城）

十字架叩拝の主日は、この日の前晩、聖堂の中央に十字架を安置し、信者がこれに叩拝を行って尊崇することから来る。十字架はその週の間中、聖堂内におかれる。
古くは復活祭前晩（聖大土曜日）に改宗者に洗礼を行うならわしがあり、洗礼志願者にとって大斎は洗礼に向けて己の信仰を固める時期であった。現在も多くの教会で、復活祭前、聖枝祭や聖大土曜日に洗礼式が行われる。

## 通常との奉神礼の相違
大斎は、通常にもまして厳粛な祈祷が行われる。キリストの予象が多く含まれる旧約の個所が頻繁に読まれ、通常の二倍量の聖詠（詩篇）が読まれ、また大斎に固有な祈祷文が数多く用いられる。これは古くは大斎が受洗準備期間であり、洗礼志願者（啓蒙者）への教育期間であったことを反映している。
通常と異なり、大斎の平日に行う公祈祷では、福音経（福音書）・使徒経（使徒行伝・パウロ書簡・公同書簡の総称）の朗読を行わない。かわって、6週間30日に渡り、イザヤ書・創世記・箴言の朗読が行われる。イザヤ書は第六時課に、創世記と箴言はパレミヤとして早課に詠まれる。
聖詠（詩篇）の朗読も増やされる。すなわち、通常は早課に2つ、晩課に1つ詠まれるカフィズマ（坐誦経。詳細は聖詠の項参照）が、早課に3つ、晩課に1つ、第三時課、第六時課、第九時課にそれぞれ1つとなる。また晩堂課における聖詠の固定朗読個所も通常の3段から倍の6段となる。
主日の聖体礼儀などには、通常用いられる聖金口イオアン聖体礼儀ではなく、聖大ワシリイ聖体礼儀が行われる。

## 大斎における節制
東方正教会は食の節制に大きな効能を認めており、斎にはいくつかの段階を定めている。大斎全体にわたって食の節制が行われ、とくに平日においては、通常水曜日と金曜日におこなわれるもっとも厳格な節制が恒常的に行われる。すなわち以下のものを慎む。
平日卵、乾酪（乳製品）、肉、魚、オリーブ油、酒（本来はワイン）
主日とスボタ卵、乾酪（乳製品）、肉、魚
主日とスボタは聖体礼儀を行う歓びの日であり、歓びをあらわす酒とオリーブ油が用いられる。また生神女福音祭が大斎中に行われる場合には魚が許される。
茶やコーヒーなどの飲用は禁止されていない。また貝、エビ、カニ類などは差し支えない。蛙肉などの両生類も差し支えないとされる。
油が、オリーブ油のみをさすのか、ゴマ油などその他の油をもさすのかについては、論者により見解の相違が見られる。19世紀の初期にはほとんどの油脂食品が禁止リストに載ったがヒマワリ種子はリストにはなかったため、ロシアでは教会法と矛盾なく食用可能なヒマワリ種子を常食とする習慣が発達し、19世紀半ばにはロシアは食用ヒマワリ生産の先進国となった。またこの経緯からロシアではソ連時代からヒマワリを国花としている。
食のみならず、旅行・宴席などのその他の享楽もできる限り避けることが望ましいとされている。他者からのもてなしに関しては、これも出来る限り固辞するべきであるとする論と、愛を表す行為として受けるのがよいとする論がある。